# Floris van Schooten

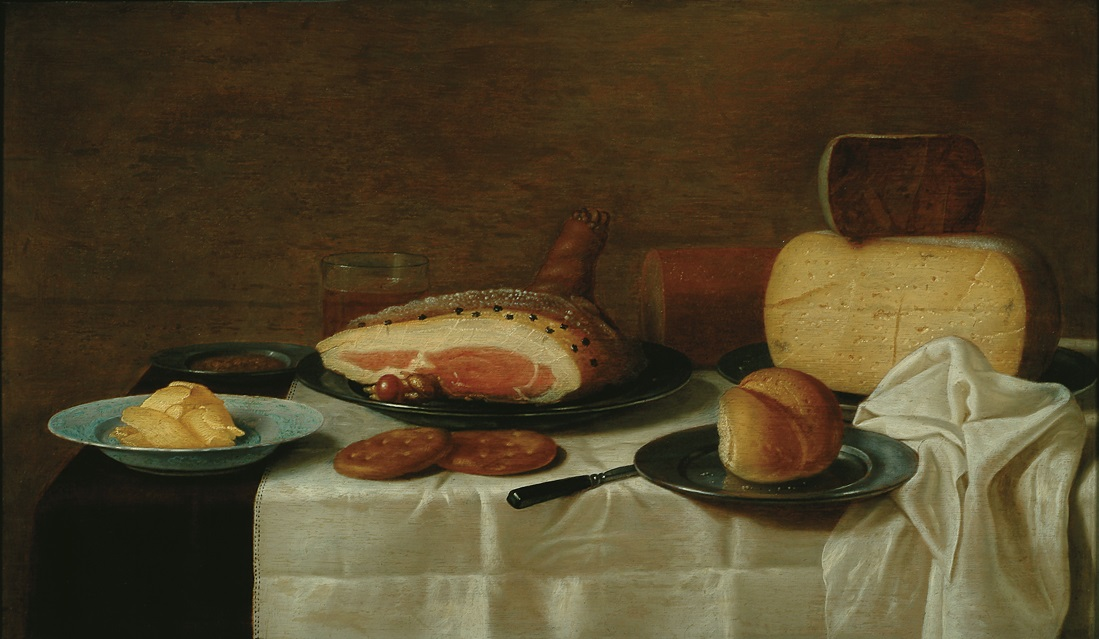
Bodegón de desayuno, óleo sobre tabla, 52 x 89 cm, Haarlem, Museo Frans Hals.

Floris Gerritsz. van Schooten (c. 1585/1588- Haarlem, 1656) fue un pintor barroco neerlandés especializado en la pintura de naturalezas muertas, especialmente bodegones de cocina y de desayuno.
Hijo de Gerrit Jacobsz van Schooten, de familia católica, establecida en Haarlem hacia 1612 buscando un ambiente más tolerante que el de Ámsterdam. En diciembre de ese mismo año contrajo matrimonio  con Ryclant Bol von Zanen, hija de los más ricos cerveceros de Haarlem. Muerta en 1626, a Ryclant le sobrevivieron tres hijas y un hijo, Johannes, también pintor. Fue miembro de la guilda de San Lucas de Haarlem, en la que desempeñó cargos de gobierno en 1639 y de nuevo en el curso 1640-1641. La última vez que se le menciona en los registros del gremio es en 1655. Un año más tarde falleció y fue enterrado en la Grote Kerk.
Pintor de bodegones de cocina y desayuno en un estilo cercano al de Pieter Claesz., con quien colaboró hacia 1630, muestra influencias también de Willem Heda y del más colorista Floris van Dijck en sus obras tempranas. Algunas escenas evangélicas firmadas con el monograma FvS 